# United We Stand (brano musicale)
United We Stand (Uniti resistiamo) è un brano musicale dei Brotherhood of Man, con parole di Tony Hiller e musica di John Goodison, pubblicato nel 1970 come lato A del singolo United We Stand/Say a Prayer.

## Descrizione

### Genesi
Il brano viene spesso citato, erroneamente, come United We Stand, Divided We Fall, aggiungendo la virgola ed altrettante parole del ritornello.
Reginald Kenneth Dwight, che in seguito sarebbe diventato famoso con lo pseudonimo "Elton John", era un ragazzo di ufficio alla Mills Music; che era una casa editrice di Denmark Street, dove lavorava il poeta Tony Hiller. Quest'ultimo sapeva di poter cantare e gli ha fatto registrare la demo originale del brano.
In seguito, la canzone è stata inclusa nell'omonimo album di debutto e seguita da un altro successo, intitolato Where Are You Going to My Love.

### Classifiche
La canzone, pubblicata come singolo, è diventata il primo successo della band raggiungendo la 13ª e la 15ª posizione negli Stati Uniti, la 9ª in Canada, la 10ª nel Regno Unito e la 16ª in Irlanda. Ha trascorso 15 settimane nelle classifiche ed è classificata come il 64º più grande successo statunitense del 1970. Ha anche raggiunto l'8ª posizione in Australia.

### Recezione
- Il brano è stato spesso utilizzato per promuovere l'unità ed è stato usato come coro da stadio e dal movimento LGBT.
- Billboard ha dato alla canzone una recensione favorevole il 14 marzo 1970, definendola una "produzione forte" e, correttamente, prevedendo che sarebbe diventata una hit top 20 della Billboard Hot 100.

### In cultura popolare
- Nel 1977, la canzone è stata usata come sigla di coda del varietà statunitense The Brady Bunch Hour.
- Nel 2021, il brano è riprodotto durante gli ultimi momenti della serie TV Station Eleven.

## Cover e adattamenti
United We Stand è stata interpretata da numerosissimi artisti, quella che segue è solo una lista parziale delle principali cover (compresi gli adattamenti in altre lingue):
- Gli Edison Lighthouse, nel loro album Already (1971).
- Elton John, nel suo LP Chartbuster Go Pop! (1994).
- Sonny & Cher, nel loro album All I Ever Need Is You (1972).
- Sia Liliane Saint-Pierre che la coppia Hallyday-Vartan, hanno reinterpretato la canzone in francese con il titolo Nous resterons unis (Resteremo uniti)[2].
- In Italia, il duo Wess & Dori Ghezzi ha raggiunto la top ten della classifica, rifacendo la canzone in italiano con il titolo Voglio stare con te[2].
- In Germania, Mary Roos ha reinterpretato il brano in tedesco con il titolo In Gedanken (Nei pensieri)[2].
- In Argentina, Sabú ha rifatto la canzone in spagnolo con il titolo Unidos restaremos, juntos hasta el fin (Uniti saremo, insieme fino alla fine)[2].
- In Norvegia, Gro Anita Schønn ha reinterpretato il brano in norvegese con il titolo En luftseilas (Una crociera aerea)[2].
- I Phish hanno chiuso il loro stand a tre notti nel 2015 al Dick's Sporting Goods Park con la canzone.
- Al Muppet Show, i Muppet hanno reinterpretato il brano con Lola Falana nell'11º episodio della 4ª stagione.